# Rahma Hassan
Rahma Hassan (tiếng Ả Rập: رحمة حسن) là một nữ diễn viên người Ai Cập và cựu người mẫu. Cô bắt đầu sự nghiệp của mình như một người mẫu trong các video âm nhạc cũng như một số quảng cáo. Vai diễn của cô lần đầu tiên" trong năm 2009, tiếp theo là vai trò mang tính đột phá như một ngôi sao trong ‘Al Alamy’ với Youssef El Sherif. Từ đó, cô trở thành ngôi sao trong‘ Samir we Shahir we Bahir ’vào năm 2010, sau đó trong nhiều bộ phim truyền hình như "Azmet Sokkar" (Khủng hoảng của Sokkar), "Al Da'eya" (Nhà thuyết giáo) và "Moga Harra"(Sóng nhiệt) năm 2013.

## Người mẫu và Quảng cáo
Rahma Hassan bắt đầu sự nghiệp với tư cách là một người mẫu cùng với Nadeem Nour trong các video clip của anh ấy " El Leila Bs " và " ya allah Sho Moshta2lak " vào năm 2008. Sau đó, cô bắt đầu tham gia quảng cáo của McDonald ("Fastest Delivery - Kitchen") vào năm 2009  và trong quảng cáo Mobinil ("A7san Nas - El Magmo3a" Mobinil ").

## Diễn xuất
Rahma Hassan bắt đầu trong " El 3alamy " (bộ phim với Youssef El Sherif). Sau đó, cô bắt đầu bộ phim truyền hình đầu tiên " Azmet Sokar " với Ahmed 3eeid, nơi cô đóng vai "Sherwet", một cô gái bướng bỉnh học cách đưa ra quyết định mà không quan tâm đến bất kỳ ai và từ chối sự dạy dỗ của anh em họ, "Sokar" (Ahmad Eid) về hành vi của mình sau cái chết của cha mình, thậm chí để lừa dối, và phát hiện ra rằng cuối cùng, phải kiểm soát hành động của mình.
Rahma coi vai diễn của "Sherawet" là một thông điệp thẳng thắn cho mọi cô gái tự do, nói rằng cô đã nhìn thấy một số người mẫu tương tự Sherwet trong những người bạn của mình, và xem các giai đoạn sống của cơn bão cuộc đời. Vì du lịch và gia đình, thiếu mục tiêu và nhìn thấy trước thảm họa mà họ phải chịu vì thiếu người giám hộ và lời khuyên gia đình. Đây là tất cả những gì lớn và nhỏ mà cô gái là nạn nhân của những người cố gắng khai thác sự hiện diện của cô ấy một mình mà không có người giám hộ - dây cương chi phối công việc của cô ấy.
Cô cũng nói rằng cô đã phải chịu đựng trong khi hóa thân vào nhân vật trong Sherawet, được thực hiện qua loạt phim "Cuộc khủng hoảng của đường" vì nhân vật của cô thực sự đi lạc khỏi tính cách của Sherwet, người từ chối chấp nhận lời khuyên và đi sau những quyết định bị vạch trần đến nhiều vấn đề và cuối cùng dẫn đến thảm họa. Thay vào đó, trên thực tế, cô ấy yêu cầu phần lớn thời gian trong học tập và say mê đọc sách trong các lĩnh vực khác nhau.
Sau thành công lớn của cô trong bộ phim truyền hình Azmet Sokar, Rahma đã diễn xuất trong bộ phim " Samir và Shahir và Bahir " với vai mẹ của Shahir. Bộ phim này đã mang lại doanh thu cao nhất ở Ai Cập trong năm 2010, đưa Rahma trở thành một ngôi sao điện ảnh lớn ở Ai Cập.

## Đóng phim
| Năm  | Phim          | Vai diễn | Ghi chú |  |
| ---- | ------------- | -------- | ------- |  |
| 2010 | Azmet Sokar   | Sherwet  |         |  |
| 2012 | Phường Zay el | Sarah    |         |  |
| 2013 | El da3eya     | Marwa    |         |  |
| 2013 | Moga 7ara     |          | 2015    |  |